# Pygoscelis papua ellsworthi
Pygoscelis papua ellsworthi este una dintre cele două subspecii cunoscute ale pinguinului măgar.